# Pustelnik spiżowy
Pustelnik spiżowy (Glaucis aeneus) – gatunek małego ptaka z rodziny kolibrowatych (Trochilidae).
Zasięg występowania i środowisko
Występuje głównie w Kostaryce, czasami spotykany też w Nikaragui oraz zachodniej Panamie; sporadycznie występuje również na nizinnych terenach zachodniej Kolumbii, północno-zachodniego Ekwadoru i wschodniego Hondurasu. Jego środowiskiem są wilgotne subtropikalne lub tropikalne lasy oraz mocno zdegradowane połacie leśne.
Systematyka
Nie wyróżnia się podgatunków. Dawniej często uznawano go za jeden gatunek z pustelnikiem rdzawogardłym (P. hirsutus), ale choć ich zasięgi występowania pokrywają się w zachodniej Panamie i zachodniej Kolumbii, nie dochodzi do hybrydyzacji między nimi.
Rozmiary
Długość ciała: około 10,16 cm, długość dzioba: średnio 3,17 cm.
Status
Międzynarodowa Unia Ochrony Przyrody (IUCN) uznaje pustelnika spiżowego za gatunek najmniejszej troski (LC – least concern) nieprzerwanie od 1988 roku. W 2019 roku organizacja Partners in Flight szacowała liczebność populacji na 500 000 – 4 999 999 dorosłych osobników, a jej trend oceniała jako lekko spadkowy. W 1996 roku ptak ten opisywany był jako „dość pospolity”.